# Schorbach (Salm)
Der Schorbach, lokal auch die Schorbach,  ist ein knapp fünf Kilometer langer, nordöstlicher und rechter Zufluss der Salm in der Eifel.

## Geographie

### Verlauf
Er entspringt auf 260 m. ü. NN. südlich von Bergweiler im Landkreis Bernkastel-Wittlich und mündet auf 163 m. ü. NN. in die Salm südlich von Dreis bei Wittlich.
Die Gesamtlänge des Baches beträgt 4,7 km. An seinem Oberlauf ist der Schorbach größtenteils in Halbschalen eingefasst, die den natürlichen Lauf des Baches regulieren.

### Zuflüsse
- Bach aus den Feuchtwiesen (links), 0,8 km, 0, 27 km²
- Bach zu den Aussiedlerhöfen (links), 1,0 km, 0,44 km²
- Eschenbach (rechts), 1,9 km, 1,82 km²